# Чемпионат СССР по хоккею с шайбой 1959/1960
Четырнадцатый чемпионат СССР по хоккею с шайбой был разыгран с 1 октября 1959 года по 16 апреля 1960 года. Победителем третий раз подряд стал ЦСКА.

## Регламент чемпионата
В этом сезоне игры формально проходили в одном дивизионе – классе «А». При этом в первой группе чемпионата РСФСР, как и в двух прошлых розыгрышах класса «Б», присутствовала зона союзных республик, а победитель получал право играть в классе «А» следующего сезона

## Класс «А»
Впервые медали чемпионата разыгрывались по новой схеме – предварительный групповой этап и финальные игры по олимпийской системе. К участию были допущены все 17 команд прошлогоднего класса «А» и победитель класса «Б» омский «Спартак».

### Предварительный этап
Игры прошли в трёх подгруппах. Сильнейшие команды (6 из 7 лучших команд прошлого сезона) были собрана в Московской подгруппе. Несмотря на явное превосходство, первые четыре команды подгруппы начинали следующий этап с 1/8 финала. В Центральной подгруппе были собраны команды западной части страны, в Урало-Сибирской - восточной. Третья и четвертая команды этих подгрупп в матчах на вылет играли с командами Московской подгруппы, первая и вторая команда попадали сразу в 1/4 финала, где сыграли с победителями 1/8 финала.

#### Московская подгруппа
Игры прошли в 5 кругов с 1 октября по 7 марта.
| М | Команда                 | 1                   | 2                   | 3                   | 4                   | 5                   | 6                   | И  | В  | Н | П  | Ш      | О  |
| - | ----------------------- | ------------------- | ------------------- | ------------------- | ------------------- | ------------------- | ------------------- | -- | -- | - | -- | ------ | -- |
| 1 | ЦСК МО                  | -                   | 2:0 2:8 2:6 5:6 7:3 | 5:1 4:3 1:0 5:3 3:6 | 3:2 6:2 4:0 8:0 3:1 | 7:2 4:2 2:0 4:5 7:6 | 6:2 2:2 4:1 8:2 5:3 | 25 | 19 | 1 | 5  | 109-66 | 39 |
| 2 | «Крылья Советов» Москва | 0:2 8:2 6:2 6:5 3:7 | -                   | 4:5 5:4 4:4 3:7 5:4 | 9:3 4:2 1:3 1:5 4:2 | 7:3 9:2 2:2 5:4 1:6 | 6:1 9:2 5:4 2:4 2:1 | 25 | 14 | 3 | 8  | 111-87 | 31 |
| 3 | «Динамо» Москва         | 1:5 3:4 3:1 3:5 6:3 | 5:4 4:5 4:4 7:3 4:5 | -                   | 1:4 1:4 3:4 5:1 4:2 | 4:2 5:1 5:2 4:3 3:4 | 3:1 2:3 5:0 4:3 5:3 | 25 | 13 | 1 | 11 | 91-76  | 27 |
| 4 | «Локомотив» Москва      | 2:3 2:6 0:4 0:8 1:3 | 3:9 2:4 3:1 5:1 1:4 | 4:1 4:1 4:3 1:5 2:4 | -                   | 5:2 2:2 6:1 0:3 4:3 | 5:1 6:2 4:1 6:1 5:5 | 25 | 12 | 2 | 11 | 78-78  | 26 |
| 5 | «Химик» Воскресенск     | 2:7 2:4 0:2 5:4 6:7 | 3:7 2:9 2:2 4:5 6:1 | 2:4 1:5 2:5 3:4 4:3 | 2:5 2:2 1:6 3:0 3:4 | -                   | 1:6 9:5 1:0 3:2 4:0 | 25 | 8  | 2 | 15 | 73-99  | 18 |
| 6 | «Спартак» Москва        | 2:6 2:2 1:4 2:8 3:5 | 1:6 2:9 5:5 4:2 1:2 | 1:3 3:2 0:5 3:4 3:5 | 1:5 2:6 1:4 1:6 5:5 | 6:1 5:9 0:1 2:3 0:4 | -                   | 25 | 3  | 3 | 19 | 56-112 | 9  |

#### Центральная подгруппа
Игры прошли в 5 кругов с 13 декабря по 8 марта.
| М | Команда             | 1                    | 2                   | 3                     | 4                    | 5                     | 6                     | И  | В  | Н | П  | Ш      | О  |
| - | ------------------- | -------------------- | ------------------- | --------------------- | -------------------- | --------------------- | --------------------- | -- | -- | - | -- | ------ | -- |
| 1 | «Электросталь»      | -                    | 5:5 5:3 3:3 0:1 1:2 | 4:4 3:3 5:3 2:1 3:3   | 7:2 0:6 3:5 6:3 4:1  | 4:3 7:1 7:2 9:2 13:2  | 4:1 6:3 10:4 9:2 7:2  | 25 | 16 | 5 | 4  | 127-67 | 37 |
| 2 | СКВО Ленинград      | 5:5 3:5 3:3 1:0 2:1  | -                   | 4:0 1:2 6:4 4:2 1:1   | 4:4 1:4 3:1 2:4 3:2  | 7:0 4:3 8:0 1:3 8:1   | 6:0 5:1 3:0 7:4 3:2   | 25 | 16 | 4 | 5  | 95-52  | 36 |
| 3 | «Кировец» Ленинград | 4:4 3:3 3:5 1:2 3:3  | 0:4 2:1 4:6 2:4 1:1 | -                     | 3:3 0:3 8:1 4:2 3:3  | 6:3 4:3 7:2 6:1 11:1  | 9:1 10:1 12:0 3:2 9:3 | 25 | 13 | 6 | 6  | 118-62 | 32 |
| 4 | СКВО Калинин        | 2:7 6:0 5:3 3:6 1:4  | 4:4 4:1 1:3 4:2 2:3 | 3:3 3:0 1:8 2:4 3:3   | -                    | 7:4 5:6 8:0 4:2 3:3   | 6:1 4:2 6:2 11:1 4:0  | 25 | 13 | 4 | 8  | 102-72 | 30 |
| 5 | ЛИИЖТ Ленинград     | 3:4 1:7 2:7 2:9 2:13 | 0:7 3:4 0:8 3:1 1:8 | 3:6 3:4 2:7 1:6 1:11  | 4:7 6:5 0:8 2:4 3:3  | -                     | 4:3 9:2 10:1 10:3 2:2 | 25 | 6  | 2 | 17 | 77-140 | 14 |
| 6 | РВЗ Рига            | 1:4 3:6 4:10 2:9 2:7 | 0:6 1:5 0:3 4:7 2:3 | 1:9 1:10 0:12 2:3 3:9 | 1:6 2:4 2:6 1:11 0:4 | 3:4 2:9 1:10 3:10 2:2 | -                     | 25 | 0  | 1 | 24 | 43-169 | 1  |

#### Урало-Сибирская подгруппа
Игры прошли в 6 кругов с 29 ноября по 13 марта.
| М | Команда              | 1                        | 2                       | 3                        | 4                        | 5                       | 6                        | И  | В  | Н | П  | Ш       | О  |
| - | -------------------- | ------------------------ | ----------------------- | ------------------------ | ------------------------ | ----------------------- | ------------------------ | -- | -- | - | -- | ------- | -- |
| 1 | «Торпедо» Горький    | -                        | 4:4 0:2 7:6 3:2 6:6 2:2 | 3:2 1:5 4:3 11:2 5:2 3:2 | 8:3 8:2 4:0 7:6 2:4 9:1  | 3:3 6:3 8:0 4:2 5:2 4:4 | 5:0 7:3 7:0 8:0 6:2 3:1  | 30 | 22 | 5 | 3  | 153-74  | 49 |
| 2 | «Трактор» Челябинск  | 4:4 2:0 6:7 2:3 6:6 2:2  | -                       | 1:8 3:2 6:0 4:1 4:4 2:4  | 5:2 3:2 5:1 3:0 3:2 7:2  | 4:3 4:2 5:0 7:1 3:0 2:2 | 4:0 3:0 3:3 0:0 6:2 6:2  | 30 | 19 | 7 | 4  | 115-65  | 45 |
| 3 | «Динамо» Новосибирск | 2:3 5:1 3:6 2:11 2:5 2:3 | 1:8 2:3 0:6 1:4 4:4 4:2 | -                        | 6:3 4:4 0:1 3:5 4:2 2:6  | 2:4 4:1 6:3 6:1 7:0 3:2 | 3:4 3:3 4:3 9:3 6:5 4:3  | 30 | 14 | 3 | 13 | 111-100 | 31 |
| 4 | «Спартак» Свердловск | 3:8 2:8 0:4 6:7 4:2 1:9  | 2:5 2:3 1:5 0:3 2:3 2:7 | 3:6 4:4 1:0 5:3 2:4 6:2  | -                        | 5:2 3:2 4:3 2:3 3:5 8:6 | 3:3 4:2 4:6 4:1 6:3 12:1 | 30 | 12 | 2 | 16 | 104-120 | 26 |
| 5 | «Молот» Пермь        | 3:3 3:6 0:8 2:4 2:5 4:4  | 3:4 2:4 0:5 1:7 0:3 2:2 | 4:2 1:4 3:6 1:6 0:7 2:3  | 2:5 2:3 3:4 3:2 5:3 6:8  | -                       | 3:3 2:6 1:1 5:3 1:7 6:2  | 30 | 5  | 5 | 20 | 72-130  | 15 |
| 6 | «Спартак» Омск       | 0:5 3:7 0:7 0:8 2:6 1:3  | 0:4 0:3 3:3 0:0 2:6 2:6 | 4:3 3:3 3:4 3:9 5:6 3:4  | 3:3 2:4 6:4 1:4 3:6 1:12 | 3:3 6:2 1:1 3:5 7:1 2:6 | -                        | 30 | 4  | 6 | 20 | 72-138  | 14 |

### Финальные игры
Матчи прошли с 13 марта по 16 апреля.

#### 1/8 финала
| ЦСК МО                  | «Кировец» Ленинград  | 3:3 | 5:1  | 7:3 |
| «Крылья Советов» Москва | «Спартак» Свердловск | 5:2 | 12:5 |     |
| «Динамо» Москва         | «Динамо» Новосибирск | 4:4 | 6:2  | 6:1 |
| «Локомотив» Москва      | СКВО Калинин         | 4:3 | 4:2  |     |

#### 1/4 финала
| ЦСК МО                  | «Торпедо» Горький   | 5:6 | 3:1 | 8:0 |
| «Крылья Советов» Москва | СКВО Ленинград      | 9:2 | 6:2 |     |
| «Динамо» Москва         | «Электросталь»      | 4:2 | 4:0 |     |
| «Локомотив» Москва      | «Трактор» Челябинск | 2:3 | 4:1 | 9:2 |

#### 1/2 финала
| ЦСК МО          | «Крылья Советов» Москва | 7:1 | 5:0 |     |
| «Динамо» Москва | «Локомотив» Москва      | 5:1 | 1:3 | 5:3 |

#### Финал
| ЦСКА | «Динамо» Москва | 10:4 | 5:1 | 5:1 |

### Игры за распределение мест в чемпионате
Матчи прошли с 9 марта по 15 апреля.

#### За 3-е место
| «Крылья Советов» Москва | «Локомотив» Москва | 7:3 | 8:4 |

#### За 5-8 места
| «Электросталь»    | «Трактор» Челябинск | 5:2 | 6:4 |
| «Торпедо» Горький | СКВО Ленинград      | 5:2 | 2:3 |

#### За 5-е место
| «Торпедо» Горький | «Электросталь» | 9:0 | 5:1 |

#### За 7-е место
| СКА Ленинград | «Трактор» Челябинск | 6:3 | 2:1 |

#### За 9-12 места
| «Динамо» Новосибирск | СКВО Калинин         | 3:1 | 2:1 |     |
| «Кировец» Ленинград  | «Спартак» Свердловск | 3:1 | 0:5 | 4:2 |

#### За 9-е место
| «Динамо» Новосибирск | «Кировец» Ленинград | матчи не проводились |

#### За 11-е место
| «Спартак» Свердловск | СКВО Калинин | 8:5 | 1:2 |

#### За 13-15 места
| М  | Команда             | 13      | 14      | 15      | И | В | Н | П | Ш    | О |
| -- | ------------------- | ------- | ------- | ------- | - | - | - | - | ---- | - |
| 13 | «Химик» Воскресенск | -       | 8:0 -:+ | 8:1 7:0 | 4 | 3 | 0 | 1 | 23-1 | 6 |
| 14 | ЛИИЖТ Ленинград     | 0:8 +:- | -       | 4:2 1:4 | 4 | 2 | 0 | 2 | 5-14 | 4 |
| 15 | «Молот» Пермь       | 1:8 0:7 | 2:4 4:1 | -       | 4 | 1 | 0 | 3 | 7-20 | 2 |

#### За 16-18 места
| М  | Команда          | 16       | 17       | 18       | И | В | Н | П | Ш     | О |
| -- | ---------------- | -------- | -------- | -------- | - | - | - | - | ----- | - |
| 16 | «Спартак» Омск   | -        | 4:2 +:-  | 13:2 2:4 | 4 | 3 | 0 | 1 | 19-8  | 6 |
| 17 | «Спартак» Москва | 2:4 -:+  | -        | 13:3 3:1 | 4 | 2 | 0 | 2 | 18-8  | 4 |
| 18 | РВЗ Рига         | 2:13 4:2 | 3:13 1:3 | -        | 4 | 1 | 0 | 3 | 10-31 | 2 |

### Итоговое положение команд
| Место | Команда                 |
| ----- | ----------------------- |
|       | ЦСКА                    |
|       | «Динамо» Москва         |
|       | «Крылья Советов» Москва |
| 4     | «Локомотив» Москва      |
| 5     | «Торпедо» Горький       |
| 6     | «Электросталь»          |
| 7     | СКА Ленинград           |
| 8     | «Трактор» Челябинск     |
| 9     | «Динамо» Новосибирск    |
| 10    | «Кировец» Ленинград     |
| 11    | «Спартак» Свердловск    |
| 12    | СКА Калинин             |
| 13    | «Химик» Воскресенск     |
| 14    | «Молот» Пермь           |
| 15    | ЛИИЖТ Ленинград         |
| 16    | «Спартак» Омск          |
| 17    | «Спартак» Москва        |
| 18    | РВЗ Рига                |

### Лучшие бомбардиры
1. Роберт Сахаровский («Торпедо» Горький) — 36 шайб
2. Игорь Шичков («Торпедо» Горький) — 28 шайб
3. Николай Снетков («Локомотив» Москва) — 27 шайб
4. Юрий Парамошкин («Электросталь») — 24 шайбы
5. Станислав Петухов («Динамо» Москва) — 23 шайбы
6. Алексей Гурышев («Крылья Советов» Москва) — 23 шайбы
7. Игорь Чистовский («Торпедо» Горький) — 21 шайба
8. Николай Игнатенко («Электросталь») — 21 шайба
9. Виктор Картавых («Динамо» Новосибирск) — 21 шайба
10. Анатолий Бунин («Кировец» Ленинград) — 21 шайба

### Призы и награды

#### Лучшие игроки сезона (символическая сборная)
Не назывались.

#### Список 33-х лучших
| Позиция    | Игроки |
| ---------- | --- |
| Вратари    | Н.Пучков (ЦСКА), В.Коноваленко («Торпедо»), Б.Запрягаев, Е.Ёркин («Крылья Советов»), В.Чинов («Динамо» Москва), Е.Полеев («Химик») |
| Защитники  | Н.Сологубов, И.Трегубов, Г.Сидоренков, В.Брежнев (ЦСКА), А.Кучевский, Н.Карпов, Э.Иванов («Крылья Советов»), В.Давыдов («Динамо» Москва), М.Рыжов, Б.Спиркин («Локомотив»), В.Солодов («Торпедо») |
| Нападающие | А.Альметов, К.Локтев, В.Александров, Ю.Баулин, И.Деконский (ЦСКА), М.Бычков, Ю.Цицинов («Крылья Советов»), С.Петухов, В.Юрзинов («Динамо» Москва), В.Якушев, Н.Снетков («Локомотив»), Р.Сахаровский («Торпедо»), В.Васильев («Химик»), Б.Майоров, В.Старшинов («Спартак» Москва), Ю.Парамошкин («Электросталь») |

### Факты чемпионата

#### Результаты матчей
Самые крупные счета были зафиксированы в матчах «Кировец» - РВЗ – 12-0 и матчах «Электросталь» - ЛИИЖТ и «Спартак» Омск - РВЗ – 13-2.

Самыми результативными стали матчи «Крылья Советов» - «Спартак» Свердловск – 12-5 и «Спартак» Москва - РВЗ – 13-3. 

Наименее результативным стал матч «Трактор» Челябинск - «Спартак» Омск – команды не забросили ни одной шайбы.

#### Переименования
9 апреля в газете «Красная звезда» был опубликован приказ Министра обороны СССР о новом названии армейских спортивных коллективов. Команды из Москвы и Ленинграда в матчах соответственно за золото и седьмое место играли как ЦСКА и СКА. 

Также новое название получили команды из Перми и Электростали.

#### Переигровки
Результат матча проведённого 27 декабря между омским «Спартаком» и новосибирским «Динамо» (8-4) был аннулирован. В переигровке 24 февраля вновь победили омичи – 4-3.

#### Отказ от игр
В матчах за 13-18 места «Химик» и московский «Спартак» не прибыли на матчи соответственно с ЛИИЖТ и омским «Спартаком». Им было защитано техническое поражение.